# ハンス・ミロニヒ
ハンス・ミロニヒ（Johann „Hans“ Millonig、1952年9月11日 - ）はオーストリア、ケルンテン州フィラッハ出身の元スキージャンプ選手。

## プロフィール
1969年のオーストリア選手権青年組二部で優勝。1971-1972シーズンのスキージャンプ週間から国際大会に出場、1975年1月1日には3位に入賞した。
1979-1980シーズンから始まったスキージャンプ・ワールドカップでは12月27日のコルチナ・ダンペッツォで6位、3月21日、プラニツァのノーマルヒルでは優勝するなどし、総合でも6位となった。
レークプラシッドオリンピックでは90m級に出場し25位となった。
1980-1981シーズンのスキージャンプ週間を最後に現役を退いた。